# Gelatinoamylaria
Gelatinoamylaria is een monotypisch geslacht van schimmels uit de familie Dermateaceae. Het bevat alleen Gelatinoamylaria thimphuensis.